# Courtney Goodson
Courtney Kathryn Goodson, genannt CoCo, (* 19. Juni 1990 in Ramona, Kalifornien) ist eine ehemalige US-amerikanische Fußballspielerin, die zuletzt in der Saison 2016 beim Sky Blue FC in der National Women’s Soccer League unter Vertrag stand.

## Karriere
Im Sommer 2012 unterzeichnete sie ihren ersten Profivertrag bei dem niederländischen BeNe-League-Verein FC Twente Enschede. Diesen verließ sie vorzeitig, um zu NWSL-Saisonbeginn bei dem ihr zugeteilten Franchise Sky Blue FC zu sein. Ihr Ligadebüt gab sie am 14. April 2013 gegen Western New York Flash, ihr einziges Tor in der NWSL erzielte sie am 27. April 2013 bei einem 2:1-Auswärtssieg bei Washington Spirit. Vor Saisonbeginn 2015 gab sie zunächst ihr frühes Karriereende bekannt, ehe sie im Juni desselben Jahres auf eigenen Wunsch wieder zum Sky Blue FC zurückkehrte. Nach lediglich vier Einsätzen in zwei Spielzeiten trat sie im Oktober 2016 erneut vom Profisport zurück.